# Công nhận các cặp cùng giới ở Ba Lan
Ba Lan không công nhận về mặt pháp lý hôn nhân cùng giới, dưới dạng kết hôn hoặc kết hợp dân sự. Vào năm 2012, Tòa án tối cao phán quyết rằng các cặp cùng giới có quyền pháp lý hạn chế liên quan đến việc thuê nhà của một hộ gia đình. Một vài luật cũng đảm bảo một số quyền hạn chế nhất định đối với các cặp vợ chồng chưa kết hôn, bao gồm các cặp cùng giới. Vợ/chồng cùng giới cũng có quyền truy cập vào quyền cư trú theo luật EU.
Điều 18 của Hiến pháp Ba Lan, được thông qua vào năm 1997, được hiểu rộng rãi là cấm hôn nhân cùng giới, và một số thách thức pháp lý đã được đệ trình trong nhiều năm để kiểm tra từ ngữ của bài viết.

## Sống chung không đăng ký
Mặc dù Ba Lan không có luật cụ thể về sống chung, nhưng có một số điều khoản trong các hành vi pháp lý khác nhau hoặc phán quyết của Tòa án Tối cao thừa nhận quan hệ giữa các đối tác chưa kết hôn và cấp cho họ các quyền và nghĩa vụ cụ thể. Ví dụ, Điều 115 của Bộ luật hình sự (tiếng Ba Lan: Kodeks karny) sử dụng thuật ngữ "người thân nhất", bao gồm các mối quan hệ lãng mạn không được chính thức hóa về mặt pháp lý. Tình trạng "người gần gũi nhất" có quyền từ chối làm chứng chống lại đối tác. Thuật ngữ "đối tác" không được xác định rõ ràng. Một quyết định mang tính bước ngoặt vào tháng 3 năm 2016 của Tòa án Tối cao liên quan đến quyền của vợ chồng cùng giới đã xác nhận rằng từ ngữ này cũng bao gồm các vợ chồng cùng giới.
Các luật khác cũng cung cấp sự công nhận hạn chế cho các cặp cùng giới. Chẳng hạn, kể từ năm 2004, khi một đối tác được hưởng các lợi ích xã hội, thu nhập của đối tác kia cũng được xem xét. Theo Điều 6.14 của Đạo luật Trợ giúp Xã hội ngày 12 tháng 3 năm 2004 (tiếng Ba Lan: Ustawa z dnia 12 marca 2004 r. Oomocy społecznej), quyền lợi lợi ích xã hội phụ thuộc vào thu nhập của mỗi người trong một gia đình. Thuật ngữ "gia đình" được sử dụng trong hành động để chỉ những người đã kết hôn, trong quan hệ đối tác thực tế, sống chung và có một gia đình chung. Kể từ năm 2008, nếu một đối tác bị tai nạn hoặc bị bệnh nặng, đối tác kia được coi là người thân thích cho các mục đích y tế. Theo Điều 3.1 của Đạo luật về quyền của bệnh nhân ngày 6 tháng 11 năm 2008 (tiếng Ba Lan: Ustawa o prawach pacjenta i Rzeczniku Praw Pacjenta), định nghĩa về "người thân của họ" (tiếng Ba Lan: osoba bliska) bao gồm một "người bền hợp tác "(tiếng Ba Lan: osoba wtrwałym poymyciu).
Nghị quyết của Tòa án Tối cao từ ngày 28 tháng 11 năm 2012 (III CZP 65/12) về việc giải thích thuật ngữ "một người sống còn chung sống với người thuê nhà" đã được ban hành liên quan đến trường hợp của một người đồng tính nam là đối tác của một người đã chết, người thuê chính của căn hộ. Tòa án giải thích luật theo cách công nhận đối tác còn sống là được ủy quyền để chiếm quyền thuê nhà. Tòa án tuyên bố rằng người còn sống chung với người thuê nhà - theo nghĩa của Điều 691 § 1 của Bộ luật Dân sự - là một người được kết nối với người thuê bằng một sự ràng buộc về bản chất tình cảm, thể chất và kinh tế. Điều này cũng bao gồm một người cùng giới. Trước đó, vào tháng 3 năm 2010, Tòa án Nhân quyền Châu Âu đã ra phán quyết, trong trường hợp Kozak v. Poland, rằng người LGBT có quyền thừa kế từ các đối tác của họ.
Trong một trường hợp vào năm 2011, một nhà văn người Ba Lan, Izabela Filipiak, đã tìm được thẻ cư trú cho đối tác người Mỹ của mình.
Năm 2018, một cặp đồng tính nữ đã được trao quyền đăng ký con trai sinh ra ở Anh như của họ.

## Dư luận
Thái độ xã hội đối với việc công nhận các cặp cùng giới và gia đình của họ dường như đang thay đổi khi người Ba Lan ngày càng chấp nhận, dựa trên các cuộc thăm dò dư luận gần đây.  Cuộc thăm dò gần đây nhất (được thực hiện vào năm 2017 bởi Ipsos) cho thấy phần lớn người Ba Lan ủng hộ quan hệ đối tác đăng ký cùng giới. Tuy nhiên, phần lớn người Ba Lan vẫn phản đối hôn nhân và nhận con nuôi của các cặp cùng giới, mặc dù con số này đang giảm dần. Các cuộc thăm dò khác cũng cho thấy phần lớn người Ba Lan ủng hộ việc công nhận hôn nhân cùng giới được thực hiện ở nước ngoài và phần lớn ủng hộ một số quyền như lấy thông tin y tế hoặc thừa kế.
Một nghiên cứu năm 2010 được công bố trên báo Rzeczpospolita tiết lộ rằng người Ba Lan cực kỳ phản đối hôn nhân cùng giới và việc nhận con nuôi của các cặp cùng giới. 80% người Ba Lan phản đối hôn nhân cùng giới và 93% người Ba Lan phản đối việc nhận con nuôi của các cặp cùng giới.
Năm 2011, theo một cuộc thăm dò của TNS Polska, 54% Ba Lan ủng hộ quan hệ bạn đời cùng giới và 27% ủng hộ hôn nhân cùng giới.
Eurobarometer 2015 cho thấy 28% người Ba Lan nghĩ rằng hôn nhân cùng giới nên được cho phép trên khắp châu Âu, 61% phản đối. Con số này tăng 11% so với Eurobarometer trước đó, được thực hiện vào năm 2006. Ngoài ra, số người "phản đối mạnh mẽ" hôn nhân cùng giới gần như giảm một nửa từ năm 2006 đến 2015.

### Các cuộc thăm dò của CBOS
| Ủng hộ công nhận mối quan hệ cùng giới | 2001 | 2001 | 2002 | 2002 | 2003 | 2003 | 2005 | 2005 | 2008 | 2008 | 2010 | 2010 | 2011 | 2011 | 2013 | 2013 | 2017 | 2017 |
| Ủng hộ công nhận mối quan hệ cùng giới | YES  | NO   | YES  | NO   | YES  | NO   | YES  | NO   | YES  | NO   | YES  | NO   | YES  | NO   | YES  | NO   | YES  | NO   |
| -------------------------------------- | ---- | ---- | ---- | ---- | ---- | ---- | ---- | ---- | ---- | ---- | ---- | ---- | ---- | ---- | ---- | ---- | ---- | ---- |
| "quan hệ đối tác đã đăng ký"           | –    | –    | 15%  | 76%  | 34%  | 56%  | 46%  | 44%  | 41%  | 48%  | 45%  | 47%  | –    | –    | 33%  | 60%  | 36%  | 56%  |
| "hôn nhân cùng giới"                   | 24%  | 69%  | –    | –    | –    | –    | 22%  | 72%  | 18%  | 76%  | 16%  | 78%  | 25%  | 65%  | 26%  | 68%  | 30%  | 64%  |
| "quyền nhận con nuôi"                  | 8%   | 84%  | –    | –    | 8%   | 84%  | 6%   | 90%  | 6%   | 90%  | 6%   | 89%  | –    | –    | 8%   | 87%  | 11%  | 84%  |

Cuộc thăm dò năm 2013 cho thấy sự hỗ trợ cho quan hệ bạn đời đăng ký cùng giới đã thay đổi đáng kể bởi các đảng chính trị. 68% cử tri Phong trào của bạn (trước đây là RP) ủng hộ quan hệ đối tác đã đăng ký, 56% cử tri SLD, 50% cử tri PO, 24% cử tri PSL và 15% cử tri PiS.
Hỗ trợ cho quan hệ đối tác đã đăng ký cao hơn ở những người trẻ tuổi, những người có trình độ học vấn cao hơn, sống ở các thành phố lớn, có thu nhập cao hơn, ít tôn giáo và có khuynh hướng chính trị.
| Ủng hộ làm cha mẹ LGBT                                                                 | 2014 | 2014 |
| Ủng hộ làm cha mẹ LGBT                                                                 | YES  | NO   |
| -------------------------------------------------------------------------------------- | ---- | ---- |
| quyền cho một người đồng tính nữ để cha mẹ một đứa con của đối tác nữ của mình         | 56%  | 35%  |
| tình hình trên là chấp nhận được về mặt đạo đức                                        | 41%  | 49%  |
| quyền cho một người đồng tính (cặp vợ chồng) nuôi dưỡng đứa con của anh chị em đã chết | 52%  | 39%  |
| tình hình trên là chấp nhận được về mặt đạo đức                                        | 38%  | 53%  |

### Các cuộc thăm dò của IBRiS
| Ủng hộ công nhận mối quan hệ cùng giới           | VI 2018 | VI 2018 |
| Ủng hộ công nhận mối quan hệ cùng giới           | YES     | NO      |
| ------------------------------------------------ | ------- | ------- |
| "hôn nhân cùng giới được thực hiện ở nước ngoài" | 59%     | 30%     |

### Cuộc thăm dò CEAPP 2012
| Ủng hộ công nhận mối quan hệ cùng giới            | cặp đôi khác giới | cặp đôi khác giới | cặp đôi cùng giới | cặp đôi cùng giới |
| Ủng hộ công nhận mối quan hệ cùng giới            | YES               | NO                | YES               | NO                |
| ------------------------------------------------- | ----------------- | ----------------- | ----------------- | ----------------- |
| "quan hệ đối tác đã đăng ký"                      | 72%               | 17%               | 23%               | 65%               |
| "right to obtain medical information"             | 86%               | –                 | 68%               | –                 |
| "quyền thừa kế"                                   | 78%               | –                 | 57%               | –                 |
| "quyền kế toán thuế chung"                        | 75%               | –                 | 55%               | –                 |
| "quyền thừa kế lương hưu của một đối tác đã chết" | 75%               | –                 | 55%               | –                 |
| "quyền hoàn tiền trong điều trị in vitro"         | 58%               | –                 | 20%               | –                 |
| "quyền nhận nuôi một đứa trẻ"                     | 65%               | –                 | 16%               | –                 |

### Các cuộc thăm dò của PBS
| Ủng hộ công nhận mối quan hệ cùng giới             | 2013 | 2013 | 2015 | 2015 |
| Ủng hộ công nhận mối quan hệ cùng giới             | YES  | NO   | YES  | NO   |
| -------------------------------------------------- | ---- | ---- | ---- | ---- |
| "bất kỳ hình thức công nhận của các cặp cùng giới" | –    | –    | 55%  | –    |
| "thỏa thuận công chứng"                            | –    | –    | 49%  | 38%  |
| "quan hệ đối tác đã đăng ký"                       | 40%  | 46%  | 37%  | 52%  |
| "hôn nhân cùng giới"                               | 30%  | 56%  | 29%  | 61%  |
| "quyền nhận con nuôi"                              | 17%  | 70%  | 22%  | 70%  |

### Thăm dò ý kiến OBOP 2013
| Ủng hộ cho quan hệ đối tác đã đăng ký | cặp đôi khác giới | cặp đôi khác giới | cặp đôi cùng giới | cặp đôi cùng giới |
| Ủng hộ cho quan hệ đối tác đã đăng ký | YES               | NO                | YES               | NO                |
| ------------------------------------- | ----------------- | ----------------- | ----------------- | ----------------- |
| "quan hệ đối tác đã đăng ký"          | 67%               | 34%               | 47%               | 53%               |

### Các cuộc thăm dò khác
| Ủng hộ công nhận mối quan hệ cùng giới | 2011 TNS OBOP | 2011 TNS OBOP | 2013 Homo Homini | 2013 Homo Homini | 2017 IPSOS | 2017 IPSOS | 2019 IPSOS | 2019 IPSOS | 2019 Kantar | 2019 Kantar |
| Ủng hộ công nhận mối quan hệ cùng giới | YES           | NO            | YES              | NO               | YES        | NO         | YES        | NO         | YES         | NO          |
| -------------------------------------- | ------------- | ------------- | ---------------- | ---------------- | ---------- | ---------- | ---------- | ---------- | ----------- | ----------- |
| "quan hệ đối tác đã đăng ký"           | 54%           | 41%           | 55%              | 39%              | 52%        | 43%        | 56%        | 41%        | 50%         | 45%         |
| "hôn nhân cùng giới"                   | 27%           | 68%           | 27%              | 69%              | 38%        | 57%        | 41%        | 54%        | 41%         | 55%         |
| "quyền nhận con nuôi"                  | 7%            | 90%           | 14%              | 84%              | 16%        | 80%        | 18%        | 78%        | 18%         | 79%         |

| Ủng hộ công nhận mối quan hệ cùng giới | 2006 Eurobarometer | 2006 Eurobarometer | 2015 Eurobarometer | 2015 Eurobarometer | 2017 Pew Research Center | 2017 Pew Research Center |
| Ủng hộ công nhận mối quan hệ cùng giới | YES                | NO                 | YES                | NO                 | YES                      | NO                       |
| -------------------------------------- | ------------------ | ------------------ | ------------------ | ------------------ | ------------------------ | ------------------------ |
| "hôn nhân cùng giới" (tổng cộng)       | 17%                | 76%                | 28%                | 61%                | 32%                      | 59%                      |
| "hôn nhân cùng giới" (phần nào)        | 12%                | 16%                | 19%                | 25%                | 25%                      | 28%                      |
| "hôn nhân cùng giới" (mạnh mẽ)         | 6%                 | 61%                | 9%                 | 36%                | 8%                       | 31%                      |